# Rehrersburg, Pennsylvania
Rehrersburg, Pennsylvania (енгл. Rehrersburg) насељено је место без административног статуса у америчкој савезној држави Пенсилванија.

## Демографија
По попису из 2010. године број становника је 319.
| Група             | 2000.    | 2010.       |
| Белци             | 0 (0,0%) | 282 (88,4%) |
| Афроамериканци    | 0 (0,0%) | 6 (1,9%)    |
| Азијати           | 0 (0,0%) | 0 (0,0%)    |
| Хиспаноамериканци | 0 (0,0%) | 28 (8,8%)   |
| Укупно            | 0        | 319         |